# Marilyn Cade
Marilyn Cade (1947-3 de noviembre de 2020) fue una activista de Internet estadounidense y una de las cofundadoras de la Corporación de Internet para la Asignación de Nombres y Números - ICANN.

## Trayectoria profesional
Fue directora de Defensa de Internet y Comercio Electrónico para AT&T en temas de política tecnológica a principios de la década de 1990, y dirigió su actividad de promoción trabajando con otras organizaciones. También fue directora de catalización en el Foro para la Gobernanza de Internet (IGF) USA. Ayudó al Foro a convertirse en una plataforma global, trabajando para ayudar a otros países a organizar sus propias conferencias nacionales del IGF, y trabajó para la inclusión de comunidades de países en desarrollo para ayudarles en sus propias iniciativas nacionales, regionales y juveniles. Cade enfatizó lo que se llamó el «modelo de múltiples partes interesadas» de gobernanza de Internet, trabajando para maximizar la formulación de políticas inclusivas y tomando un papel activo en la tutoría. Fue fundadora de la Unidad de Negocios de la ICANN que trataba de ayudar a las ONG a trabajar junto con las empresas para trabajar en problemas de infraestructura de Internet.
A través de su empresa de consultoría, mCADE ICT Strategies, asesoró a organizaciones como la Alianza Mundial de Servicios y Tecnología de la Información sobre asuntos de políticas internacionales de Internet.
Obtuvo un máster en Desarrollo Organizacional de la Universidad de San Luis.